# Antoni de Bolòs i Vayreda
Antoni de Bolòs i Vayreda (Olot, 18 de gener de 1889 - Barcelona, 1975), va ser un botànic i farmacèutic català.
Fill de Ramon de Bolòs i Saderra i d'Assumpta Vayreda i Vila naturals d'Olot. Pare d'Oriol de Bolòs i Capdevila, Maria de Bolòs i Capdevila, Xavier de Bolòs Capdevila i Jordi de Bolós Capdevila i avi de Jordi Bolòs i Masclans.
El 1927 va adquirir la Farmàcia Novellas a Antoni Novellas. En botànica va intervenir en nombroses campanyes de recol·lecció per Catalunya, Aragó i València amb els botànics Pius Font i Quer i Eugeni Sierra i Ràfols. El 1934 va començar a treballar com a conservador d'herbaris de l'Institut Botànic de Barcelona. El 1939 fou nomenat director de l'Institut Botànic i posteriorment de l'Institut Municipal de Ciències Naturals. El 1946 fundà la revista Collectanea Botanica.
Fou membre, des del 1926, de la Institució Catalana d'Història Natural i, des del 1959, de la Reial Acadèmia de Farmàcia de Barcelona, que esdevindria la Reial Acadèmia de Farmàcia de Catalunya.
De les seves publicacions, destaca La vegetación de las comarcas barcelonesas (del 1950), en col·laboració amb el seu fill Oriol, i el seu discurs d'ingrés a l'Acadèmia de Farmàcia, Nuevos datos para la historia de la familia Salvador (del 1959).